# Ever Alfaro
Ever Antonio Alfaro Víquez (ur. 1 października 1982 w Grecii) – kostarykański piłkarz występujący na pozycji napastnika.

## Kariera klubowa
Alfaro rozpoczynał swoją piłkarską karierę w zespole Municipal Pérez Zeledón z siedzibą w mieście San Isidro. W jego barwach zadebiutował w kostarykańskiej Primera División w sezonie 2003/2004, natomiast już podczas kolejnych rozgrywek 2004/2005 wywalczył ze swoją drużyną największy sukces w historii klubu – tytuł wicemistrza Kostaryki. Był wówczas kluczowym zawodnikiem ekipy prowadzonej przez kolumbijskiego szkoleniowca Carlosa Restrepo, w jesiennej fazie Apertura zostając najlepszym strzelcem ligi kostarykańskiej. Po dwóch sezonach jego udane występy zaowocowały transferem do bardziej utytułowanego klubu CS Herediano z miasta Heredia, jego barwy reprezentując ogółem przez kolejny rok bez większych osiągnięć zarówno na arenie krajowej, jak i międzynarodowej.
Latem 2006 Alfaro przeszedł do zespołu Deportivo Saprissa z siedzibą w stołecznym San José, w którym grał przez dwa i pół roku, odnosząc największe sukcesy w karierze, lecz przy tym pełniąc niemal wyłącznie rolę rezerwowego, między innymi z powodu trapiących go kontuzji. W sezonie 2006/2007 zdobył swoje premierowe mistrzostwo Kostaryki, sukces ten powtórzył w jesiennych rozgrywkach Apertura 2007, wówczas także dotarł do finału rozgrywek Copa Interclubes UNCAF. Swój trzeci tytuł mistrzowski wywalczył z Saprissą w wiosennym sezonie Clausura 2008, natomiast czwarty raz z rzędu mistrzem Kostaryki został w jesiennych rozgrywkach Apertura 2008. W tym samym roku doszedł również z drużyną prowadzoną przez trenera Jeaustina Camposa do finału najbardziej prestiżowych rozgrywek północnoamerykańskiego kontynentu – Pucharu Mistrzów CONCACAF.
W styczniu 2009 Alfaro został wypożyczony do innego klubu ze stolicy, CF Universidad de Costa Rica. W tej ekipie występował przez następne półtora roku, jednak nie zdołał odnieść żadnych sukcesów, po czym powrócił do swojego macierzystego Municipalu Pérez Zeledón, którego barwy reprezentował przez sześć miesięcy, odbudowując swoją formę i będąc najskuteczniejszym zawodnikiem ekipy. Na początku 2011 roku przeszedł do meksykańskiego zespołu Atlante FC z siedzibą w mieście Cancún. W tamtejszej Primera División zadebiutował 15 stycznia 2011 w wygranym 3:0 meczu z Cruz Azul, jednak nie potrafił sobie wywalczyć miejsca w podstawowym składzie i przez cały pobyt w tej drużynie pełnił wyłącznie rolę rezerwowego. Po upływie pół roku powrócił do ojczyzny, na zasadzie sześciomiesięcznego wypożyczenia zasilając AD Belén, gdzie również był przeważnie rezerwowym. W styczniu 2012 został wypożyczony po raz kolejny, tym razem do meksykańskiego drugoligowca Mérida FC, w którego barwach spędził bez większych sukcesów następny rok.
Wiosną 2013 Alfaro, tym razem definitywnie, powrócił do AD Belén, gdzie grał przez sześć miesięcy jako podstawowy zawodnik. W późniejszym czasie podpisał umowę z drużyną AD Carmelita, z którą w 2013 roku dotarł do finału pucharu Kostaryki – Torneo de Copa de Costa Rica.
| Sezon     | Klub                         | Kraj      | Rozgrywki        | Mecze | Bramki |
| --------- | ---------------------------- | --------- | ---------------- | ----- | ------ |
| 2003/2004 | Municipal Pérez Zeledón      | Kostaryka | Primera División |       |        |
| 2004/2005 | Municipal Pérez Zeledón      | Kostaryka | Primera División | 32    | 13     |
| 2005/2006 | CS Herediano                 | Kostaryka | Primera División | 20    | 3      |
| 2006/2007 | Deportivo Saprissa           | Kostaryka | Primera División | 17    | 3      |
| 2007/2008 | Deportivo Saprissa           | Kostaryka | Primera División | 13    | 0      |
| 2008/2009 | Deportivo Saprissa           | Kostaryka | Primera División | 4     | 1      |
| 2008/2009 | CF Universidad de Costa Rica | Kostaryka | Primera División | 12    | 3      |
| 2009/2010 | CF Universidad de Costa Rica | Kostaryka | Primera División | 22    | 3      |
| 2010/2011 | Municipal Pérez Zeledón      | Kostaryka | Primera División | 14    | 9      |
| 2010/2011 | Atlante FC                   | Meksyk    | Liga MX          | 6     | 0      |
| 2011/2012 | AD Belén                     | Kostaryka | Primera División | 6     | 2      |
| 2011/2012 | Mérida FC                    | Meksyk    | Ascenso MX       | 11    | 2      |
| 2012/2013 | Mérida FC                    | Meksyk    | Ascenso MX       | 15    | 4      |
| 2012/2013 | AD Belén                     | Kostaryka | Primera División | 14    | 3      |
| 2013/2014 | AD Carmelita                 | Kostaryka | Primera División | 6     | 0      |

## Kariera reprezentacyjna
W seniorskiej reprezentacji Kostaryki Alfaro zadebiutował za kadencji kolumbijskiego selekcjonera Jorge Luisa Pinto, 16 lutego 2005 w przegranym 1:2 meczu towarzyskim z Ekwadorem, w którym strzelił również swojego premierowego gola w kadrze narodowej. W tym samym roku został powołany na Puchar Narodów UNCAF, gdzie pozostawał jednak rezerwowym swojej drużyny, rozgrywając trzy spotkania i nie wpisując się na listę strzelców, natomiast Kostarykanie triumfowali ostatecznie w tych rozgrywkach.